# بوليكاربو باز غارسيا
بوليكاربو باز غارسيا (بالإسبانية: Policarpo Juan Paz García) (و. 1932 – 2000 م) هو سياسي من هندوراس .
وهو عضو في مجلس عسكري .